# 4253 Märker
4253 Märker este un asteroid din centura principală, descoperit pe 11 octombrie 1985, de C. S. Shoemaker.